# Liga (Binnen-Mongolië)
Een liga is een bestuurlijke divisie van China. Het komt alleen voor in het autonome gebied Binnen-Mongolië van Volksrepubliek China.
Liga's bestaan al vanaf de Qing-dynastie. In de jaren 70 van de vorige eeuw werd er weer gebruikgemaakt van liga's.
| Naam                 | Vereenvoudigd Chinees | Pinyin                 | Hoofdstad | Datum van opzegging | Vervangen door                                                  |
| -------------------- | --------------------- | ---------------------- | --------- | ------------------- | --------------------------------------------------------------- |
| Huidige liga's       |                       |                        |           |                     |                                                                 |
| Alashan              | 阿拉善                | Ālāshàn                | Bayanhot  |                     |                                                                 |
| Xilingol             | 锡林郭勒              | Xīlínguōlè             | Xilinhot  |                     |                                                                 |
| Hinggan              | 兴安                  | Xīng'ān                | Ulaanhot  |                     |                                                                 |
| Oud-liga's           |                       |                        |           |                     |                                                                 |
| Bayan Nur            | 巴彦淖尔              | Bāyànnào'ěr            | Linhe     | 1 december 2003     | stadsprefectuur Bayan Nur                                       |
| Chahar               | 察哈尔                | Cháhā'ěr               | Baochang  | 1 oktober 1958      | in de liga Xilingol toegevoegd                                  |
| Hulunbuir            | 呼伦贝尔              | Hūlúnbèi'ěr            | Hailar    | 10 oktober 2001     | stadsprefectuur Hulunbuir                                       |
| Hulunbuir-Nawenmuren | 呼伦贝尔纳文慕仁      | Hūlúnbèi'ěr Nàwénmùrén |           |                     |                                                                 |
| Jirim                | 哲里木                | Zhélǐmù                | Tongliao  | 13 januari 1999     | stadsprefectuur Tongliao                                        |
| Josutu               | 卓索图                | Zhuósuǒtú              |           | vóór 1949           | nu van de stadsprefectuur Fuxin, Chaoyang (Liaoning) en Chifeng |
| Juu Uda              | 昭乌达                | Zhāowūdá               | Chifeng   | 10 oktober 1983     | stadsprefectuur Chifeng                                         |
| Nawenmuren           | 纳文慕仁              | Nàwénmùrén             | Zhalantun |                     |                                                                 |
| Ulanqab              | 乌兰察布              | Wūlánchábù             | Jining    | 1 december 2003     | stadsprefectuur Ulanqab                                         |
| Yeke Juu             | 伊克昭                | Yīkèzhāo               | Dongsheng | 26 februari 2001    | stadsprefectuur Ordos                                           |